# The Granby Leader-Mail
The Granby Leader-Mail est un journal anglophone hebdomadaire publié à Granby au Québec entre 1891 et 1977. Il résulte de la fusion du journal The Granby Leader paru de 1891 à 1901 et du journal The Granby Mail paru entre 1896 et 1901.

## Historique

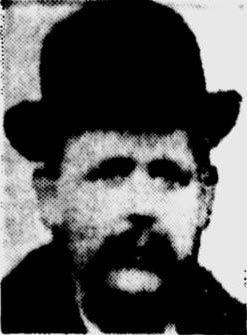
George C. Wilcocks, fondateur du journal

La première version du journal The Granby Leader paraît le 21 mai 1891. Le journal hebdomadaire est imprimé et publié par George C. Wilcocks. Il s'agissait du second journal publié à Granby après The Eastern Townships Gazette fondé en 1855 et disparu le 26 janvier 1877.
Après avoir travaillé pour le Granby Leader, Lyndol S. Corey fonde le journal The Granby Mail le 2 septembre 1896. Wilcocks achète le journal peu de temps après (entre mars 1900 et avril 1901) et renomme l'hebdomadaire pour The Granby Leader-Mail.
En 1900, Wilcocks quitte Granby pour un poste de direction à la Canada Envelope Company. Il vend alors le journal à N. A. Meyer et F. C. Rice qui dirigèrent le journal pendant quelque temps avant l'arrivée de George Legge de Montréal qui en devint l'éditeur et l'administrateur jusqu'en 1932.
En 1901, on crée la compagnie The Granby Printing and Publishing Co Limited qui devient alors responsable de publier The Granby Leader-Mail et The Farnham Leader. Les premiers actionnaires sont le maire de Granby, Stephen Henderson Campbell Miner qui en devient le premier président, George Legge ainsi que douze hommes d'affaires.
À la mort de George Legge en juillet 1932, son fils Walter prend le siège d'éditeur, il occupe également ce poste jusqu'à sa mort en septembre 1949.
En octobre 1939, le bâtiment abritant le journal est sévèrement endommagé par un incendie. D'autres journaux de la région (Le Journal de Waterloo, La Voix de l'Est et La Revue de Granby) viennent en aide au Granby Leader-Mail afin de continuer sa publication sans manquer une seule édition.